# Проект «Голод»
Прое́кт «Го́лод» (англ. The Hunger Project, ТНР) — некоммерческая благотворительная организация, зарегистрированная в штате Калифорния, США, основная цель которой — противодействие голоду во всём мире. Организация имеет текущие программы в Африке, Азии и Латинской Америке, где реализуются программы, направленные на мобилизацию сельских общин для достижения устойчивого прогресса в области здравоохранения, образования, питания и дохода семьи.

## Миссия
Проект является глобальной некоммерческой, стратегической организацией, стремится к окончанию мирового голода. В Африке, Азии и Латинской Америки, Проект «Голод» стремится покончить с голодом и нищетой путём расширения возможностей людей вести жизнь самодостаточно, путём удовлетворения собственных основных потребностей и построить лучшее будущее для своих детей. Проект выполняет свою миссию через три направления деятельности: мобилизация сельских кластеров на низовом уровне, расширение прав и возможностей женщин в качестве ключевых агентов перемен, и установление эффективных партнёрских отношений с местными органами власти.

## Отчётность
Проект занимается сбором средств с помощью взносов в разных странах мира: в Австралии, Канаде, Германии, Японии, Новой Зеландии, Швеции, Швейцарии, Нидерландах, Великобритании и США. Согласно докладу от февраля 2007 компании Charity Navigator (независимая американская некоммерческая корпорация, оценивающая благотворительные организации в США), что расходы по программе голод в 2005 финансовом году составили 80,2 % расходов, а административные расходы и расходы по сбору средств составили на 19,8 %. Better Business Bureau (некоммерческая организация, которая собирает и предоставляет бесплатные бизнес-отзывы на более чем 4 млн предприятий, выступает в качестве посредника между потребителями и предприятиями, предупреждает общественность о возможных аферах, оказывает помощь при пожертвованиях на благотворительность и т. д.) сообщает, что по состоянию на декабрь 2006 года расходы программы проекта на целевые нужды составили 77 % от общего числа, а иные расходы составили 23 %, что соответствует стандартам; на декабрь 2011 года это соотношение изменилось следующим образом: доходы — взносы и гранты $14 062 302 + доходы от инвестиций $80 533 + другие доходы $223 340 (всего $14 366 175), расходы — на программы 85 %, на привлечение финансирования 8 %, административный 7 % (всего $14 872 829).
Charity Navigator даёт проекту оценку четыре звезды, и Американский институт благотворительности — наивысшую оценку А.

## Критика проекта
Основные направления критики проекта:
- связь проекта с Вернером Эрхардом и его философией;
- провал основной цели проекта — избавиться от голода в мире к 1997 году[6];
- в центре внимания проекта (особенно в 1977—1990 годах) просвещение и пропаганда, а не обеспечение пищевыми продуктами и другое прямое действие. 30 мая 1981 года Совет директоров благотворительной организации Oxfam Canada принял резолюцию, в которой говорилось, что организация не одобрит любую деятельность или программы проекта «Голод» и не примет средств от проекта[7].

## Страны-участники
В 2009 году Проект был активен в Африке (Бенин, Буркина Фасо, Эфиопия, Гана, Малави, Мозамбик, Сенегал и Уганда), в Азии (Бангладеш и Индия), и в Латинской Америке (в Мексике, Боливии (в партнерстве с Фондом культуры Лойола (ACLO)), и Перу (в партнерстве с CHIRAPAQ (центром культур коренных народов Перу))).

## Управление и администрация

### Исполнительный персонал
- Мэри Эллен МакНиш (англ. Mary Ellen McNish), президент и главный исполнительный директор
- Джон Кунрод (англ. John Coonrod), исполнительный вице-президент
- Идрисса Дико (англ. Idrissa Dicko), вице-президент по программам в Африке

### Члены совета[9]
- Стивен Дж. Шервуд (англ. Steven J. Sherwood), Председатель[10]
- Джоан Холмс (англ. Joan Holmes), бывший президент проекта[11]
- Жоакин Чиссано, бывший президент Мозамбика
- В. Мохини Гири (англ. V. Mohini Giri), бывший председатель Национальной комиссии по делам женщин в Индии
- Спекиоза Вандира Казибве (англ. Specioza Wandira Kazibwe), бывший вице-президент и министр сельского хозяйства в Уганде
- Сесилия Лория Совиньон (англ. Cecilia Loría Saviñón), бывший директор Indesol в Мексике
- Джордж Мэтью (англ. George Mathew)
- Королева Иордании Нур, почётный член совета
- Хавьер Перес де Куэльяр, перуанский дипломат, пятый Генеральный секретарь Организации Объединенных Наций (почётный)
- Амартия Сен, экономист, лауреат Нобелевской премии по экономике (почётный)
- Джордж Вайс (англ. George Weiss)
- М. С. Сваминатан, Почётный председатель (возглавляет исследовательский фонд М. С. Сваминатана)
- Чарльз Дьюлл (англ. Charles Deull), секретарь